# Fockendorf
Fockendorf é um município da Alemanha localizado no distrito de Altenburger Land, estado da Turíngia.  Pertence ao Verwaltungsgemeinschaft de Pleißenaue.

## Demografia
Evolução da população:
| - 1583 - 135 - 1847 - 336 - 1880 - 351 - 1994 - 913 | - 1995 - 913 - 1996 - 914 - 1997 - 926 - 1998 - 965 | - 1999 - 984 - 2000 - 988 - 2001 - 974 - 2002 - 971 | - 2003 - 951 - 2004 - 925 |

Fontes: até 1880 Löbe, a partir de 1994 Thüringer Landesamt für Statistik